# SDSS J035721.11−064126.0
| SDSS J035721.11−064126.0                                | SDSS J035721.11−064126.0 |
| ------------------------------------------------------- | ------------------------ |
| Beobachtungsdaten Äquinoktium: J2000.0, Epoche: J2000.0 |                          |
| Sternbild                                               | Eridanus                 |
| Rektaszension                                           | 03h 57m 21,1s            |
| Deklination                                             | −6° 41′ 26″              |
| Helligkeit (J-Band)                                     | (15,95 ± 0,08) mag       |
| Spektralklasse                                          | L0                       |
| Katalogbezeichnungen                                    |                          |
| 2MASS J03572110−0641260                                 |                          |

SDSS J035721.11−064126.0 (kurz SDSS J0357−0641, auch 2MASS J03572110−0641260) ist ein L0-Zwerg im Sternbild Eridanus. Er wurde durch die Analyse von Daten des Sloan Digital Sky Survey (SDSS) in einer im Jahr 2002 veröffentlichten Untersuchung von Hawley et al. als L-Zwerg identifiziert.